# Sudi Rejo
Sudi Rejo is een bestuurslaag in het regentschap Deli Serdang van de provincie Noord-Sumatra, Indonesië. Sudi Rejo telt 2239 inwoners (volkstelling 2010).